# Gottfried Christoph Härtel
Gottfried Christoph Härtel, född 27 januari 1763 i Schneeberg, Sachsen, död 25 juli 1827 i Cotta, var en tysk musikförläggare. Han var far till Hermann Härtel.
Härtel övertog 1795 från Christoph Gottlob Breitkopf dennes boktryckeri och bokförlag i Leipzig och utvecklade under firma Breitkopf & Härtel detta ansenligt och uppsatte den första tyska musiktidskriften, "Allgemeine musikalische Zeitung" (1798–1865), införde tennplåttrycket samt utgav de första mönsterupplagorna av bland andra Wolfgang Amadeus Mozarts och Joseph Haydns verk.